# 建成區 (臺北市)
建成區為臺灣臺北市已整併的行政區之一，區名取自「建成町」。位於臺北市西側舊市區之市中心，為當時臺北市面積最小、人口密度最高的行政區，也是當時臺北市政府之所在。1990年裁撤併入大同區。

## 歷史
- 荷蘭統治時期、清領初期皆記為巴賽族「奎府聚社」（又作圭母子社、奇武卒社）活動區域[2]。
- 1740年：乾隆5年屬淡水海防廳淡水保圭母子庄。乾隆25年屬淡水保奇武卒庄。嘉慶年間改隸淡水廳大加蠟堡。同治年間屬大加蠟堡奎府聚庄[2]。
- 1879年：屬臺北府淡水縣大加蠟堡奎府聚庄。[2]。
- 1895年：日治初期原臺北府改設臺北縣，1901年臺北縣裁撤，改隸臺北廳[2]。
- 1909年：屬臺北廳直轄大稻埕區之大加蚋堡大稻埕[2]。
- 1920年：臺北州及臺北市設立，街庄改制為大字。1922年町名改正，建成町、上奎府町、下奎府町在戰後建成區轄內。
- 1946年：合併建成町、上奎府町、下奎府町為建成區。
- 1990年：臺北市行政區重劃，建成區併入大同區。

## 地理位置
北接大同區，東面為中山區，西鄰延平區，南接城中區。

## 行政區劃
| 復壽里 星明里 星華里 光能里 光輝里 光智里 建功里 文明里 建和里 建泰里 興東里 建明里 |

| 臺北州臺北市 | 臺北州臺北市    | 建成區     | 建成區     | 大同區 |
| 大稻埕       | 1922年 4月      | 1946年 1月 | 1981年 4月 | 現行   |
| ------------ | --------------- | ---------- | ---------- | ------ |
| 田仔頂街     | 上奎府町        | 興東里     | 興東里     | 建明里 |
| 田仔頂街     | 上奎府町        | 興南里     | 興東里     | 建明里 |
| 下奎府聚街   | 建成町          | 建仁里     | 興東里     | 建明里 |
| 下奎府聚街   | 建成町          | 建明里     | 建明里     | 建明里 |
| 下奎府聚街   | 建成町          | 建文里     | 文明里     | 建功里 |
| 下奎府聚街   | 下奎府町        | 文進里     | 文明里     | 建功里 |
| 得勝外街     | 下奎府町        | 文美里     | 文明里     | 建功里 |
| 得勝外街     | 下奎府町        | 文興里     | 文明里     | 建功里 |
| 得勝外街     | 下奎府町        | 文明里     | 文明里     | 建功里 |
| 建和街       | 建成町          | 建成里     | 建功里     | 建功里 |
| 建和街       | 建成町          | 建功里     | 建功里     | 建功里 |
| 建和街       | 建成町          | 建德里     | 建功里     | 建功里 |
| 長興街       | 建成町 下奎府町 | 建泰里     | 建泰里     | 建泰里 |
| 長興街       | 建成町 下奎府町 | 建福里     | 建泰里     | 建泰里 |
| 下奎府聚街   | 建成町          | 建和里     | 建和里     | 建泰里 |
| 下奎府聚街   | 下奎府町        | 文德里     | 建和里     | 建泰里 |
| 下奎府聚街   | 下奎府町        | 文化里     | 建和里     | 建泰里 |
| 下奎府聚街   | 下奎府町        | 星華里     | 星華里     | 星明里 |
| 下奎府聚街   | 下奎府町        | 星拱里     | 星華里     | 星明里 |
| 下奎府聚街   | 下奎府町        | 復元里     | 星華里     | 星明里 |
| 下奎府聚街   | 下奎府町        | 復雙里     | 星華里     | 星明里 |
| 得勝外街     | 下奎府町        | 星明里     | 星明里     | 星明里 |
| 得勝外街     | 下奎府町        | 星光里     | 星明里     | 星明里 |
| 得勝外街     | 下奎府町        | 星輝里     | 星明里     | 星明里 |
| 牛埔仔街     | 下奎府町        | 光興里     | 光智里     | 光能里 |
| 牛埔仔街     | 下奎府町        | 光華里     | 光智里     | 光能里 |
| 牛埔仔街     | 下奎府町        | 光智里     | 光智里     | 光能里 |
| 牛埔仔街     | 下奎府町        | 光能里     | 光能里     | 光能里 |
| 牛埔仔街     | 下奎府町        | 光耀里     | 光能里     | 光能里 |
| 牛埔仔街     | 下奎府町        | 光進里     | 光能里     | 光能里 |
| 牛埔仔街     | 下奎府町        | 光輝里     | 光輝里     | 光能里 |
| 牛埔仔街     | 下奎府町        | 光安里     | 光輝里     | 光能里 |
| 建成街       | 下奎府町        | 復連里     | 光輝里     | 光能里 |
| 建成街       | 下奎府町        | 復壽里     | 復壽里     | 雙連里 |
| 建成街       | 下奎府町        | 復康里     | 復壽里     | 雙連里 |
| 建成街       | 下奎府町        | 復益里     | 復壽里     | 雙連里 |
| 總計         | 3町             | 36里       | 12里       | 6里    |

## 行政機構
- 臺北市政府（今臺北當代藝術館）
- 建成區公所

## 教育與醫療機構

### 國民小學
- 日新國民小學
- 蓬萊國民小學

### 國民中學
- 臺北市立建成國民中學

## 旅遊
- 臺北圓環
  - 大稻埕圓環防空蓄水池

- 臺北當代藝術館
  - 建成小學校
  - 臺北市政府舊廈

## 外部連結
- 臺北市文獻委員會館藏民國49年臺北市區圖(建成區) （页面存档备份，存于）